# 锇酸钾
锇酸钾是一种无机化合物，化学式为K2[OsO2(OH)4]，其中，锇为+6价。它是烯烃不对称二羟基化反应的催化剂，这种紫色固体是反磁性的。它溶于水时，形成粉色溶液，但溶于甲醇得到的却是蓝色的溶液。
和其它d2配合物一样，氧代配体是反式的。Os=O和Os-OH的距离分别为1.75(2)和1.99(2) Å。这是遵循18电子规则的金属氧代配合物的一个相对罕见的例子。该化合物首先由Edmond Frémy于1844年报道。
锇盐可以通过醇还原高锇酸盐得到。将四氧化锇溶于氢氧化钾溶液中，得到K2[OsO4(OH)2]，再经过还原，可得锇酸钾。另一种制备方法是将金属锇和碱金属离子的氧化剂共熔。